# Tina Bee
Tina Bee, nome artístico de Ana Cristina Santos Bulhosa (Salvador, 26 de junho de 1973), é uma cantora brasileira de rap e hip hop. Iniciou sua carreira em 1997 em Salvador, Bahia, e buscou misturar o rap com ritmos locais por meio de instrumentos como berimbau, timbal, entre outros. Junto com outras duas mulheres, formou o grupo Garotas MC's, que participou da gravação de Yo! MTV Raps em 2001. Em seguida, deu uma entrevista para a revista Rap Brasil e lançou uma fita demo, que foi indicada ao Prêmio Hutúz.
Recentemente, lançou o álbum Negreiras, que teve a participação especial de Edi Rock, do grupo Racionais MC's. Em 2010, gravou para o documentário Sonora Rio Bahia, juntamente com Daniela Mercury.

## Discografia
- Negreiras